# Roccaforte Mondovì
Roccaforte Mondovì ist eine Gemeinde in der italienischen Provinz Cuneo (CN), Region Piemont.

## Lage und Einwohner
Roccaforte Mondovì liegt knapp 22 km südöstlich von der Provinzhauptstadt Cuneo entfernt und liegt auf einer Höhe von 574 m über dem Meeresspiegel. Das Gemeindegebiet umfasst eine Fläche von 84 km² und hat 2111 Einwohner (Stand 31. Dezember 2023). Die Gemeinde besteht aus den Ortsteilen Baracco, Dho, Rastello, Lurisia, Prea, Annunziata, Bertini, Norea und Roccaforte Mondovì.
Die Nachbargemeinden sind Briga Alta, Chiusa di Pesio, Frabosa Sottana, Magliano Alpi, Ormea, Pianfei und Villanova Mondovì.
Die Gemeinde ist mit den nahen Hochgebirgstälern Val Corsaglia und Val Maudagna der östlichste Ausleger des okzitanischen Sprachgebiets.

## Geschichte

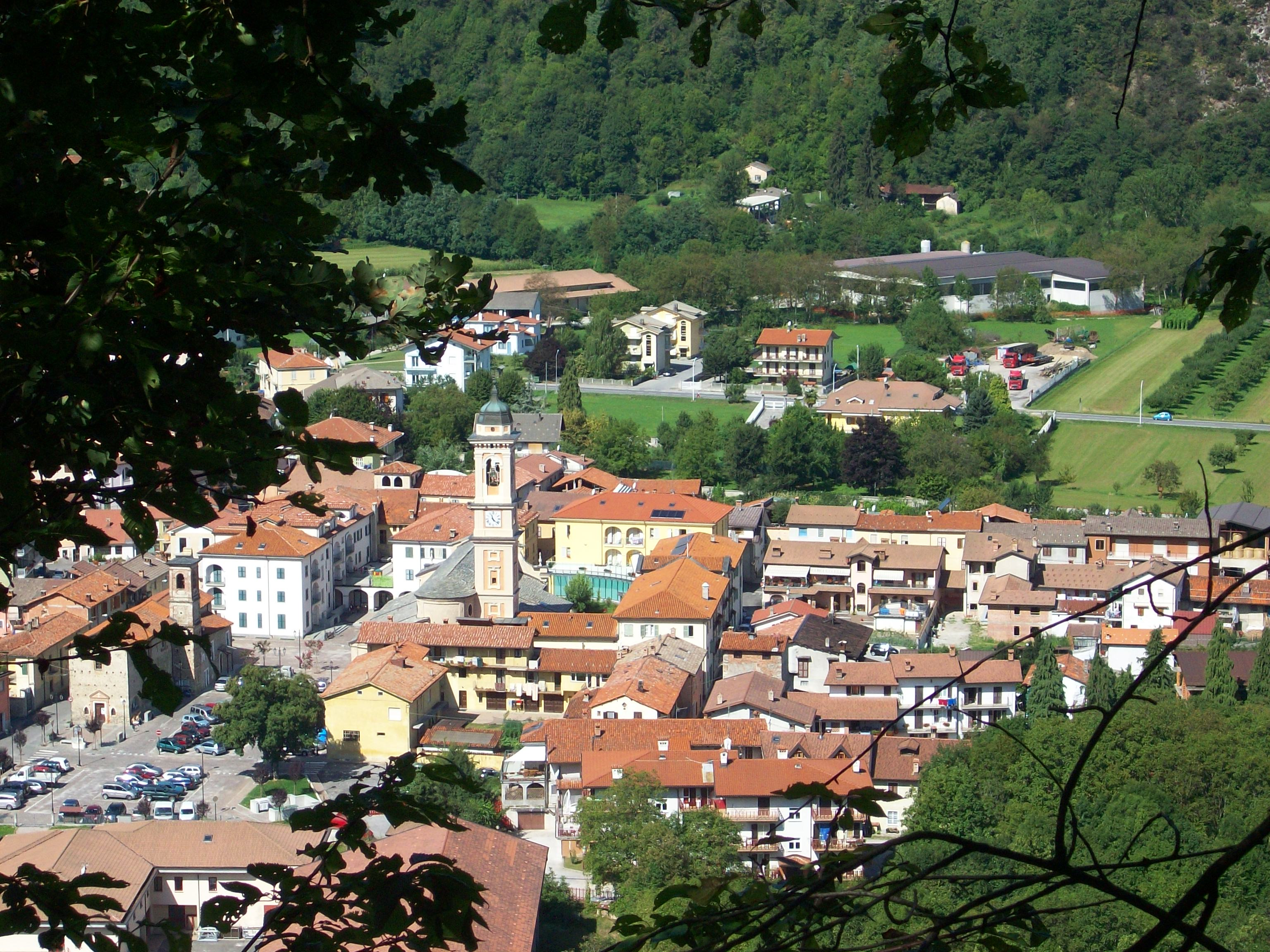
Roccaforte Mondovì Zentrum

Der Ortsname setzt sich im ersten Teil aus dem Adjektiv „rocca“, also „Fels, steil, steiler Abgrund“, und dem Substantiv „stark“ zusammen, die beide eine klare Bedeutung haben. Die Ursprünge des Dorfes reichen bis in die Römerzeit zurück und es scheint, dass in dieser Zeit eine Burg zur Bewachung des Tals errichtet wurde, was daher auch seinen Namen rechtfertigt. Von der Burg sind heute noch Ruinen zu sehen, die der Überlieferung nach von Kaiser Adrian erbaut wurde.
Es erscheint 1041 urkundlich unter der Gerichtsbarkeit des Bischofs von Asti. Mit der Gründung der freien Gemeinde Mondovì wurde es Teil des monregalesischen Bezirks, der wiederum mit der Gründung der neuen Diözese Mondovì unter deren Gerichtsbarkeit überging und sich von der Diözese Asti trennte.
Im Jahr 1418 wurde es Teil der Savoyer Staaten. Die alte Autonomie der Monregalesen blieb jedoch bestehen, bis es zu den Salzkriegen kam, in denen die örtlichen Streitkräfte der Macht der Savoyer gegenüberstanden. Mit dem Sieg der letzteren war die Gemeinde gezwungen, sich aufzulösen und das Gebiet in viele autonome Gemeinden aufzuteilen. Von da an folgte zunächst die Geschichte des Herzogtums Savoyen und dann des Königreichs. Im Jahr 1794 trafen, wie im übrigen Gebiet, die Truppen Napoleons ein und kontrollierten das Gebiet bis zur Wiederherstellung und Kontrolle durch die Savoyer.
Unter den vielen Zeugnissen der Vergangenheit sind die Pfarrkirche San Maurizio im romanischen Stil mit wertvollen Fresken und die Kirche Sant'Anna, das einzige Beispiel des französischen Barocks in der Gegend zu erwähnen. das eindrucksvolle Kloster Santa Lucia, das sich an den Felsen schmiegt; die reich verzierte Pfarrkirche der Heiligen Dreifaltigkeit; die Kapelle Santa Maria Assunta aus dem 19. Jahrhundert; die Pfarrkirche Santa Maria e San Luca aus dem 18. Jahrhundert und schließlich die Kirche der Bruderschaft Santa Croce, die ebenfalls aus dem 18. Jahrhundert stammt, und das Heiligtum des Heiligen Herzens aus dem 20. Jahrhundert.
Traditionell finden in dem Weiler Prea zu Weihnachten Aufführungen der sogenannten lebenden Krippe statt, an der rund zweihundertfünfzig Figuren teilnehmen und ein beachtlicher Publikumszustrom herrscht, Schätzungsweise rund dreitausend Besucher pro Abend sind keine Seltenheit. Die Route beinhaltet die Wiederentdeckung antiker Handwerke, von der Hanfverarbeitung über die Herstellung von Körben bis hin zur handwerklichen Eisenverarbeitung sind zu sehen. Die Nachstellung der Krippe bildet dann den Höhepunkt der Route.